# Рапное
Рапное (Репное) — озеро, расположенное на территории Славянского горсовета (Донецкая область, Украина). Площадь — 0,32 км². Площадь водосбора — 3,67 км². Тип общей минерализации — солёное. Происхождение — провальное (карстовое). Группа гидрологического режима — бессточное.
Является гидрологическим памятником природы общегосударственного значения, согласно постановлению Совета Министров УССР № 780-р от 14 октября 1975 года. Озеро и памятник природы расположены в границах регионального ландшафтного парка Славянский курорт.

## География
Входит в Славянскую группу солёных озёр. Длина — 0,78 км, ширина средняя — 0,27 км, наибольшая — 0,32 км. Длина — 0,853 км, ширина средняя — 0,320 км, глубина наибольшая — 6,4 м.
Озеро расположено в долине (левый берег) реки Казённый Торец: северо-восточная часть Славянска — микрорайон Славянский курорт, севернее улицы Героев Труда. Озёрная котловина неправильной округлой формы, немного вытянутой с северо-востока на юго-запад. Западнее расположены озёра Вейсовое и Горячка, северо-западнее — озеро Солёное (Слепное). Северный берег занят парком и пляжем.
Берега пологие. Дно озера ровное, у восточного берега сложено песками, в остальных частях преобладают чёрно-серый ил. В озере встречаются воронки провального происхождения. На берегу озера и в южной его части, в 1953 годы были обнаружены две воронки диаметром 10 м и глубиной 4 м.
Питание: подземный (солёные потоки верхнепермской толщи восходящие по трещинам водонепроницаемых пород) и поверхностный сток. Имеет место убыль воды под влияниям испарения. Значительная роль также принадлежит слабоминерализованной верховодке, заметно понижающей концентрацию солей в его водах. Впадает водоток реки Карповка, приток реки Бессарабовка (Колонтаевка).
Стационарные наблюдения над уровенным и ледовым режимом озера производились в период 1936—1941 года по водомерному посту у города Славянск. Преобладающая годовая амплитуда колебания уровня составляет 41 см, наибольшая — 58 см отмечена в 1946 году. Весеннего и осеннего ледоходов на озере, как правило, не наблюдается. Замерзает озеро в середине декабря, очищается ото льда обычно в конце марта. Продолжительность периода, свободного от льда, в среднем 260 дней — изменяется от 231 до 277 дней. Согласно данным справочника «Основные гидрологические характеристики» (том 6, вып. 3), наибольшая толщина льда достигала в марте 1945 года — 44 см.
Температура поверхности воды изменяется мало. Самые большие различия в температуре наблюдаются в весенние и осенние месяцы и достигают величины 5,8 °C и 6,5 °C. Наибольшая температура воды наблюдается обычно в июле, в отдельные годы — в июне. Наивысшая температура была зарегистрирована 22.06.1948 года — 28,6 °C. Летом вода в озере значительно нагревается, но в вертикальном распределении температуры наблюдается резкая термическая стратификация. По данным Е. С. Буксера, в августе 1922 года температура воды на поверхности была 24 °C, а на глубине 6,4 м — 9 °C.
Илы также обладают низкими температурами. По данным С. И. Залесского, температура ила в летние месяцы 1896 года составляла 5,2 °C, в то время как температура поверхностного слоя воды была 24—25 °C.
Дно озеро покрыто слоем ила, который во влажном состоянии имеет чёрный цвет, обладает запахом сероводорода. Илы признаны радиоактивными. Вода и донные грязи обладают лечебными свойствами.
Карстовые полости образовались после растворения грунтовыми водами залежей каменной соли и гипса, которые остались после высыхания Пермского моря. Эти полости со временем заполнились солёными подземными и пресными талыми водами. Минерализация воды в озере составляет 15 г/л. Температура воды летом 22—24 °C. Рапа озера по своему химическому составу хлоридно-натриевого типа, содержит также сульфаты.